# كأس الإمبراطور 1998
كأس الإمبراطور 1998 (باليابانية: 第78回天皇杯全日本サッカー選手権大会) هو الموسم 78 من كأس الإمبراطور. فاز فيه يوكوهاما فلوغلس.